# Warwick (Dakota del Norte)
Warwick es una ciudad situada en el condado de Benson, Dakota del Norte, Estados Unidos. Tiene una población estimada, a mediados de 2022, de 50 habitantes.
Está ubicada en la Reserva India de Spirit Lake.

## Geografía
La localidad está ubicada en las coordenadas 47°51′11″N 98°42′21″O / 47.85306, -98.70583 (47.853087, -98.705875). Según la Oficina del Censo, tiene una superficie total de 2.59 km², de los cuales 1.68 km² corresponden a tierra firme y 0.91 km² están cubiertos de agua.

## Demografía
Según el censo de 2020, en ese momento había 55 personas residiendo en la localidad. La densidad de población era de 32.67 hab./km². El 49.09% de los habitantes eran amerindios, el 40.00% eran blancos y el 10.91% eran de una mezcla de razas. Del total de la población, el 7.27% eran hispanos o latinos de cualquier raza.